# Villa Grünfels

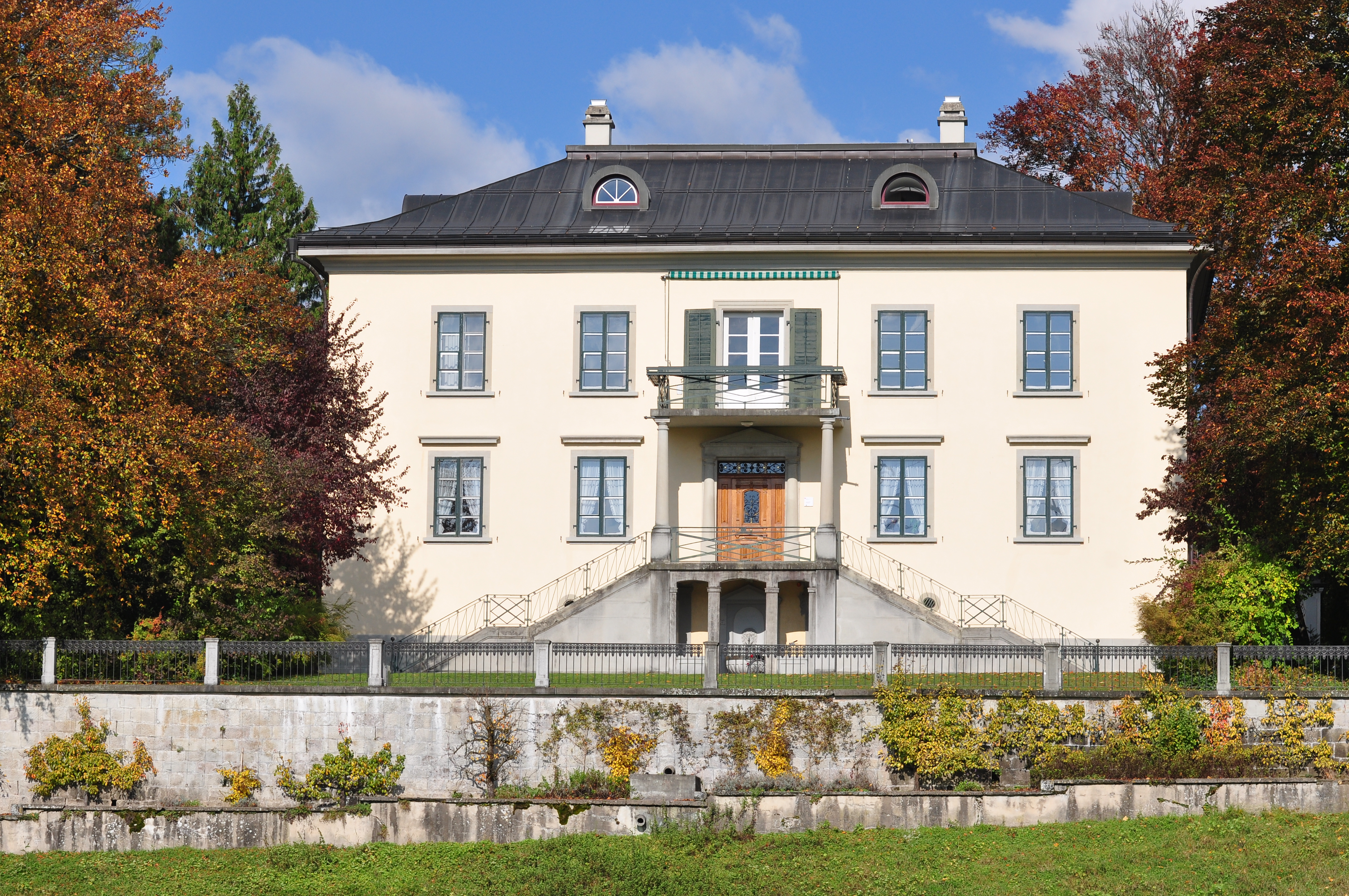
Die Villa Grünfels in Jona

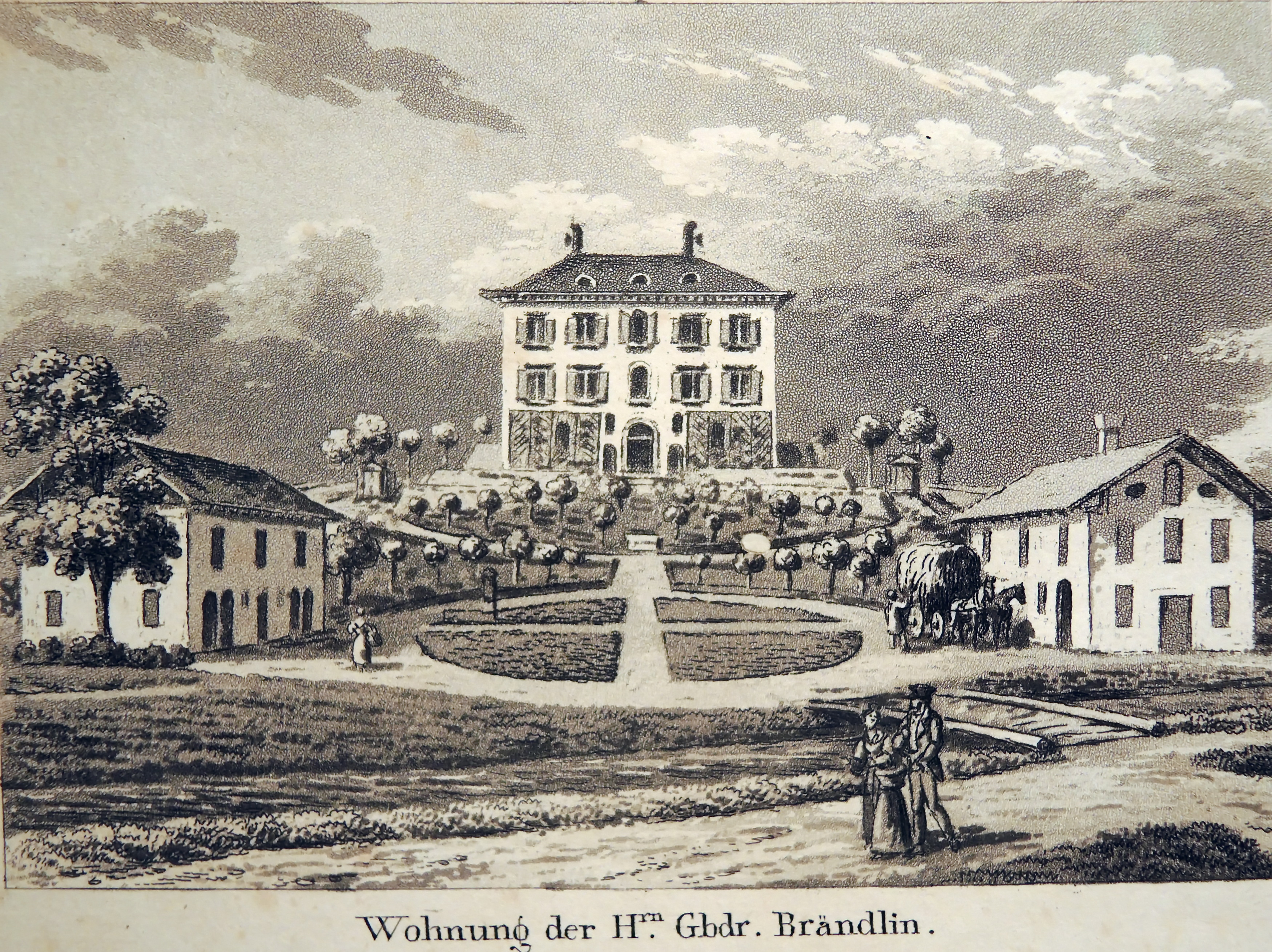
Die Liegenschaft mit den zwei Remisen, Aquatinta von David Alois Schmid und Franz Hegi, um 1833

Die Villa Grünfels ist die ehemalige Fabrikantenvilla der Spinnerei Brändlin in Jona, einem Ortsteil der Schweizer Gemeinde Rapperswil-Jona im Kanton St. Gallen.

## Baugeschichte
Mit der zunehmenden Industrialisierung wurde die Mehrzahl der sich in Rapperswil ansiedelnden Fabrikanten Bürger von Jona, wo sie noch ausreichend Land erwerben konnten, und so entstanden die Fabrikantenvillen Grünfels und Schloss Meienberg. Johann Jakob Staub erwarb ein Grundstück auf dem Meienberg, erbaute einen eleganten Landsitz in klassizistischem Stil und vereinte diesen mit weiteren Grundstücken zu einem weitläufigen Landschaftspark. Staubs Tochter heiratete den bereits am Meienberg lebenden Industriellen Jakob Braendlin-Näf, der die Villa Grünfels 1822, gemeinsam mit seinem Bruder Rudolf Braendlin, erbauen liess.
Angelegt wurde die Fabrikantenvilla auf einem kleinen Nagelfluhfelsen. Die markante Südseite wird von der zweiläufigen Treppe und von einem toskanischen Säulenvorbau geprägt, nordseitig führt der Zugangsweg über den parkartig angelegten Nordhang. Um die Villa gruppieren sich zwei Ökonomiegebäude, nach Norden zur Spinnerei Brändlin hin ausgerichtet. 1896 erwarb der Handelskaufmann Wilhelm Stiefel-Diener die nach einem Brand im Jahr 1830 wiederhergestellte Villa, danach ging die Liegenschaft an seine Adoptivtochter Charlotte Stiefel über.
Charlotte Stiefel (* 1898; † 1986) vermachte die Liegenschaft der Gemeinde Jona mit der Auflage, die Anlage öffentlich zugänglich zu machen. Die bis zur Gemeindefusion mit Rapperswil unabhängige Gemeinde Jona gestaltete die Villa Grünfels und deren Remisen als Haus für Kultur um.
Hauptnutzerinnen sind die Musikschule und die Tagesstätte Grünfels. Die Tagesstätte bietet eine Ergänzung zum Wohnen zu Hause für ältere Menschen im Rahmen der städtischen Spitex-Dienste.
Die Grünfels Musikschule bietet ein Programm für Jugendliche mit Musikunterricht, Theaterwerkstatt, Talentförderung, Ballettunterricht und einer Singschule.
Nebennutzerin ist die Kellerbühne Villa Grünfels mit Musik, Kabarett und Theater aus der Kleinkunst-Szene.
In einer der beiden Remisen der Liegenschaft ist das Kulturlokal Zentrum aktueller Kultur (ZAK) untergebracht.